# 12. ceremonia wręczenia Złotych Globów
12. ceremonia wręczenia Złotych Globów odbyła się 24 lutego 1955 roku.

## Laureaci i nominowani
Laureaci nagród wyróżnieni są wytłuszczeniem

### Najlepszy film dramatyczny
- Na nabrzeżach

### Najlepszy film komediowy lub musical
- Czarna Carmen

### Najlepsza aktorka w filmie dramatycznym
- Grace Kelly – Dziewczyna z prowincji

### Najlepsza aktorka w filmie komediowym lub musicalu
- Judy Garland – Narodziny gwiazdy

### Najlepszy aktor w filmie dramatycznym
- Marlon Brando – Na nabrzeżach

### Najlepszy aktor w filmie komediowym lub musicalu
- James Mason – Narodziny gwiazdy

### Najlepsza aktorka drugoplanowa
- Jan Sterling – Noc nad Pacyfikiem

### Najlepszy aktor drugoplanowy
- Edmond O’Brien – Bosonoga Contessa

### Najlepszy reżyser
- Elia Kazan – Na nabrzeżach

### Najlepszy scenariusz
- Ernest Lehman – Sabrina

### Najlepszy film zagraniczny
- Genevieve
- Dama kameliowa
- Droga bez powrotu
- Dwadzieścia cztery źrenice

### Najlepsze czarno-białe zdjęcia
- Boris Kaufman – Na nabrzeżach

### Najlepsze kolorowe zdjęcia
- Joseph Ruttenberg – Brigadoon

### Najlepszy kobiecy debiut
- Shirley MacLaine
- Kim Novak
- Karen Sharpe

### Najlepszy męski debiut
- Joe Adams(inne języki)
- George Nader
- Jeff Richards(inne języki)

### Film promujący międzynarodowe zrozumienie
- Złamana lanca

### Nagroda Henrietty
- Audrey Hepburn
- Gregory Peck
- Pier Angeli
- Marlon Brando
- Doris Day

### Nagroda im. Cecila B. DeMille'a
- Jean Hersholt

### Nagroda Specjalna
- John Ford
- Herbert Kalmus
- Dimitri Tiomkin